# Lindernia chinensis
Lindernia chinensis é uma espécie botânica do gênero Lindernia pertencente à família Linderniaceae.